# Алама-де-Арагон
Алама-де-Арагон (ісп. Alhama de Aragón) — муніципалітет в Іспанії, у складі автономної спільноти Арагон, у провінції Сарагоса. Населення — 1172 особи (2010).
Муніципалітет розташований на відстані близько 180 км на північний схід від Мадрида, 95 км на південний захід від Сарагоси.

## Демографія
Динаміка населення (INE ):